# Halvarstjärnen (Östmarks socken, Värmland)
Halvarstjärnen är en sjö i Torsby kommun i Värmland och ingår i Göta älvs huvudavrinningsområde. Sjön är 4,1 meter djup, har en yta på 0,018 kvadratkilometer och är belägen 341,8 meter över havet.